# شاهرخ اورامی
شاهرخ اورامی،(متولد ۱۳۳۲، درگذشت ۱۳۹۱ سنندج)، شاعر کردستانی متخلص به ماموستا اهون می‌باشد.
او یکی از شاعرانی بود که با این که خود اهل سنت بود، اما شعرهای زیادی در مدح اهل بیت سروده بود. شاهرخ اورامی از فرهیختگان اهل سنت شافعی بود.

## آثار
از آثار این شاعر کشورمان می‌توان به «تولای علی در فرهنگ کردهای اهل سنت جهان»، «شعاع مهر حسین»، «دیوان شعر کردی فاطمی و علوی»، «تولای حسین در ادب اهل تسنن»، «مهر رضوی در آیینه ادبای کرد» و «ترا من دوست دارم» اشاره کرد.